# Lyan
Lyan är en sjö i Norrtälje kommun i Uppland och ingår i Skeboåns huvudavrinningsområde.